# Stranger in Moscow
〈Stranger in Moscow〉는 미국의 싱어송라이터 마이클 잭슨의 아홉 번째 스튜디오 음반인 《HIStory》에 수록된 곡이다. 이 곡은 1996년 11월 4일 전 세계에서 여섯 번째이자 마지막 싱글로 발매되었지만, 1997년 7월 7일까지 에픽 레코드에 의해 미국에서 발매되지 않았다. 이 곡은 1993년 9월 모스크바의 Dangerous World Tour에서 잭슨이 작곡했다. 이 트랙의 코드 구조의 초기 버전은 비디오 게임 《소닉 더 헤지호그 3》에 등장하며, 상반된 설명에 따르면, 잭슨과 그의 팀은 프로젝트를 떠나기 전에 이 게임을 위한 음악을 작곡했다. 잭슨은 곡을 각색하기 전에 가사를 시로 썼다.
이 노래의 뮤직 비디오는 잭슨을 포함한 6명의 개인이 고립되고 주변 세상과 단절된 삶을 묘사하고 있다. 이 곡은 비록 호주, 체코, 덴마크, 헝가리, 이탈리아, 뉴질랜드, 스페인, 스웨덴, 영국 등 전 세계 수많은 나라들 중 상위 10위권에 진입했지만, 빌보드 핫 100에서 91위를 정점으로 한 잭슨의 가장 낮은 차트 곡이다. 이 곡은 1996년부터 1997년까지 HIStory World Tour에서 공연되었다. 그것은 다른 아티스트들에 의해 몇 번 커버되었다.

## 배경
〈Stranger in Moscow〉는 다른 《HIStory》 곡들과 마찬가지로 잭슨의 사생활에 대한 반응이다. 1993년 잭슨이 아동 성추행 혐의로 기소되면서 언론과의 관계가 완전히 틀어지게 되었다. 잭슨은 범죄 혐의로 기소되지는 않았지만, 범죄 수사 과정에서 언론의 집중적인 조사를 받았다. 보도와 미디어에 대한 불만사항으로는 선정적인 헤드라인과 유죄를 암시하는 헤드라인 사용, 잭슨의 범죄 혐의와 경찰 자료 유출에 대한 이야기 수용, 고의적으로 잭슨의 부적절한 사진 사용, 객관성 결여 등이 있었다.
잭슨의 건강은 악화되어 그는 Dangerous World Tour의 나머지를 취소하고 재활에 들어갔다. 언론은 그에게 동정심을 거의 보이지 않았다. 《데일리 미러》는 독자들이 월트 디즈니 월드의 다음 출연 장소를 정확히 예측할 수 있다면 월트 디즈니 월드를 여행할 수 있는 "스팟 더 자코" 콘테스트를 열었다. 《데일리 익스프레스》의 헤드라인에는 "마약 치료 스타는 도주 중 생명에 직면했다"고 씌여진 반면, 뉴스 오브 더 월드는 잭슨이 도망자라고 비난했다. 이 타블로이드 신문들은 또한 잭슨이 돌아오는 즉시 알아볼 수 없게 만드는 성형수술을 받기 위해 유럽을 투어했다고 거짓으로 주장했다. 허랄도 리베라는 잭슨이 범죄 혐의로 기소되지 않았음에도 불구하고 방청객으로 구성된 배심원단과 모의 재판을 준비했다.

## 뮤직 비디오
사진작가 닉 브란트가 연출하고 로스앤젤레스에서 촬영된 이 곡의 뮤직 비디오는 어둡고 흐린 날, 전 세계가 슬로우 모션으로 움직이는 동안 도시 풍경 속에서 고립되어 사는 여섯 명의 관련 없는 사람들을 중심으로 다루고 있다(이른바 '시간 단축 효과' 도입). 영상 전반부에는 이런 수치들이 소개돼 있다. 아파트 창문에서 도시를 내려다보고 있는 대머리 남성, 커피숍에 혼자 앉아있는 중년 여성, 축축한 거리에 누워있는 노숙자, 옷을 잘 차려입은 남성, 길거리 야구 경기에서 따돌림을 당한 10대 소년 등 5명이다. 여섯 번째 인물은 잭슨 자신으로, 노래하는 동안 도시 거리를 걷는 것이 목격되었다. 특수 효과는 새와 말벌이 나는 것, 유리가 깨지는 것, 커피가 쏟아지는 것, 이 모든 것을 느린 동작으로 보여주기 위해 사용된다.
시나리오 후반부에서는 도시에 폭우가 내리고 시민들은 도망치려 하는데, 이 모든 것이 다시 슬로우 모션으로 비춰진다. 쉼터의 안전으로부터 여섯 명의 "이방인"들은 갑작스러운 날씨 변화를 피하려는 모든 사람들의 헛된 시도를 지켜본다. 결국, 그들은 밖으로 나가기로 결심하고, 그곳에서 그들은 하늘을 올려다보고 비가 그들을 흠뻑 적시도록 놔둔다. 비디오는 마이클이 그의 머리를 채찍질하는 것으로 끝난다. 이 장면에서는 모스크바를 빗댄 부드러운 러시아 목소리가 들린다.

## 곡 목록
| - 영국 CD 싱글 (6633525) 1. "Stranger in Moscow" (Album Version) - 5.43 2. "Stranger in Moscow" (Tee's Radio Mix) - 4.21 3. "Stranger in Moscow" (Tee's In-House Club Mix) - 6.53 4. "Stranger in Moscow" (TNT Frozen Sun Mix- Club) - 6.49 5. "Stranger in Moscow" (Tee's Freeze Radio) - 3.45 6. "Stranger in Moscow" (TNT Danger Dub) - 7.21 7. "Stranger in Moscow" (Tee's Light AC Mix) - 4.24 - 미국 12인치 싱글 1. "Stranger in Moscow (Hani's Num Club Mix)" – 10:15 2. "Stranger in Moscow (TNT Danger Dub)" – 7:21 3. "Stranger in Moscow (Basement Boys 12" Club Mix)" – 8:18 4. "Blood on the Dance Floor (T&G Pool Of Blood Dub)" – 7:34 | - 미국 CD 싱글 1. "Stranger in Moscow (Tee's Radio Mix)" – 4:21 2. "Stranger in Moscow (Charles Roane's Full R&B Mix)" – 4:40 3. "Stranger in Moscow (Hani's Num Radio Mix)" – 3:50 4. "Stranger in Moscow (Tee's In-House Club Mix)" – 6:54 5. "Stranger in Moscow (Basement Boys 12" Club Mix)" – 8:18 6. "Stranger in Moscow (Hani's Extended Chill Hop Mix)" – 6:01 7. "Off the Wall (Junior Vasquez Remix)" – 5:14 |  |

## 인증
| 국가                               | 인증 | 판매량/출하량 |
| ---------------------------------- | ---- | ------------- |
| 영국 (BPI)                         | 실버 | 200,000       |
| 판매량+스트리밍을 기반으로 한 인증 |      |               |